# Волчков, Александр Фёдорович
Александр Фёдорович Волчков (1902—1978) — советский юрист, полковник юстиции, заместитель члена Международного военного трибунала в Нюрнберге от СССР.

## Биография
Александр Волчков родился 10 августа 1902 года в деревне Пустынь Сергачского уезда Нижегородской губернии (ныне Сергачский район Нижегородской области).
Как пишет в книге «Нюрнбергский эпилог» Аркадий Полторак, ранее Александр Фёдорович был его коллегой в Наркомате иностранных дел. В течение многих лет Волчков служил в органах прокуратуры, а также работал в посольстве СССР в Великобритании. Изучая вопросы международного права, он стал доцентом в предвоенные годы, а во время Великой Отечественной войны оказался, как и сам Полторак, в числе практических работников военной юстиции. Благодаря своим знаниям в области международного права и английского языка Волчков получил пост заместителя представителя СССР на Международном военном трибунале в Нюрнберге.
Известно также, что и Александр Волчков, и Иона Никитченко во время заседаний Нюрнбергского трибунала сидели в военной форме. Другие члены трибунала безуспешно пытались их убедить облачиться в судейские мантии: Никитченко и Волчков в ответ на требования отвечали, что именно военная форма должна быть отличительным знаком судьи Международного военного трибунала. Волчкова, как и Никитченко, в ходе процесса часто называли «судьями жёсткого курса» как юристов, не принимающих каких-либо компромиссов.
Александр Фёдорович Волчков умер в 1978 году.

## Награды
Волчков был удостоен ряда советских государственных наград, среди них:
- орден Трудового Красного Знамени[2];
- орден Красной Звезды (26 марта 1945 года) — «за успешную работу в органах советской юстиции по укреплению революционной законности и охране интересов государства в условиях Отечественной войны»[2][3];
- орден «Знак Почёта»[2];
- медаль «За оборону Москвы»[1];
- медаль За оборону Кавказа[1];
- медаль «За победу над Германией в Великой Отечественной войне 1941—1945 гг.»[1].

## Книги и статьи Волчкова
- Александров Г. Н., Волчков А. Ф., Карев Д. С., Рагинский М. Ю., Под общ. ред.: Руденко Р. А., Ред.: Никитченко И. Т., Полторак А. И.: Нюрнбергский процесс над главными немецкими военными преступниками. Сборник материалов в 7-ми томах. М.: Госюриздат, 1957—1961.
- Волчков А. Ф.: Агрессия как международное преступление (по материалам Нюрнбергского процесса). М.: 1950.
- Волчков А. Ф. Суд США — орудие реакции и террора. М., Госюриздат, 1951.
- Волчков А. Ф.: Ученые записки: Вопросы международного права в трудах И. В. Сталина. Ученые записки Академии общественных наук. Вып. 9. // И. В. Сталин об ответственности за агрессию. М.: 1950.
- Волчков А. Ф., Полторак А. И.: Советское государство и право. № 1 // Принципы Нюрнбергского приговора и международное право. М.: Наука, 1957.
- Волчков А. Ф.: Советское государство и право. № 2 // Военные преступления империализма (рецензия). М.: Наука, 1954.
- Волчков А. Ф., Рубанов А. А. Советское государство и право. № 5 // Советские наследники и американская юстиция. М.: Наука, 1963.
- Волчков А. Ф., Рубанов А. А.: Советское государство и право. № 6 // Имущественные права советских граждан в Соединенных Штатах Америки. М.: Наука, 1961.
- Волчков А. Ф.: Советское государство и право. № 10 // Нюрнбергский приговор. М.: Наука, 1976.
- Волчков А. Ф., Рубанов А. А.: Советский ежегодник международного права, 1960 // Оговорка о взаимности в советско-американских наследственных отношениях. М.: АН СССР, 1961.